# Дон Кихот се завръща
 Тази статия е за филма „Дон Кихот“.  За други значения вижте Дон Кихот (пояснение).  
„Дон Кихот се завръща“ (на руски: Дон Кихот возвращается) е българо-руски игрален филм от 1996 година на режисьорите Олег Григорович и Василий Ливанов, по сценарий на Василий Ливанов. Оператор е Леонид Калашников. Създаден е по на романа на Мигел де Сервантес. Музиката във филма е композирана от Генадий Гладков. Художник на постановката е Анастас Янакиев.

## Актьорски състав
- Василий Ливанов
- Армен Джигарханян
- Вълчо Камарашев - ковачът Родригес
- Валентин Ганев
- Досьо Досев - рибарят
- Татяна Лолова - придружителка на херцогинята, придворна дама
- Стефан Данаилов
- Цветана Манева
- Елена Петрова
- Валентин Смирнитский
- Стоян Алексиев
- Калин Арсов – ботаникът Фридрих фон Пфайфер
- Ина Асса
- Людмила Чешмеджиева
- Велина Дойчинова
- Валери Дренников
- Степан Джигарханян
- Кирил Кавадарков
- Димитър Марин - преводачът
- Катерина Евро – жената